# El Dandy (torero)
Edgar García (Zarzal, 1 de enero de 1960 - Cartago, 21 de noviembre de 2020) más conocido como El Dandy, fue un torero colombiano.

## Trayectoria
Confirmó la alternativa el 22 de enero de 1995 en la plaza de toros de Manizales, siendo padrino de José Antonio Campuzano y testigo Tomás Campuzano. Confirmó la alternativa el 29 de diciembre de 2002 en la Plaza de Toros México de manos del torero mexicano Mariano Ramos como padrino y Jorge Mora como su testigo.
Se dedicó a convocar festivales para que junto a él pudieran participar jóvenes marginados para que pudieran mostrar sus artes taurinas.

## Fallecimiento
Durante la pandemia de COVID-19 en Colombia, se encontraba en su ganadería brava en la ciudad colombiana de Cartago cuando comenzó a presentar síntomas de COVID-19, siendo ingresado al hospital de Pereira  tras dar positivo. Murió tras de sufrir complicaciones el 21 de noviembre de 2020, a la edad de 60 años 